# Blind Dog at St. Dunstans
Blind Dog at St. Dunstans je sedmé studiové album britské rockové skupiny Caravan, vydané v dubnu 1976 u vydavatelství BTM Records a Arista Records. Album produkoval Dave Hitchcock a jde o první album skupiny, na kterém hraje klávesista Jan Schelhaas.

## Seznam skladeb
| Pořadí | Název                            | Autor         | Délka |
| ------ | -------------------------------- | ------------- | ----- |
| 1.     | Here Am I                        | Pye Hastings  | 6:19  |
| 2.     | Chiefs and Indians               | Mike Wedgwood | 5:13  |
| 3.     | A Very Smelly, Grubby Little Oik | Pye Hastings  | 4:15  |
| 4.     | Bobbing Wide                     | Pye Hastings  | 1:13  |
| 5.     | Come on Back                     | Pye Hastings  | 4:50  |
| 6.     | Oik (reprise)                    | Pye Hastings  | 2:26  |
| 7.     | Jack and Jill                    | Pye Hastings  | 6:26  |
| 8.     | Can You Hear Me?                 | Pye Hastings  | 6:17  |
| 9.     | All the Way                      | Pye Hastings  | 9:03  |

## Obsazení
Caravan
- Pye Hastings – kytara, zpěv
- Richard Coughlan – bicí
- Jan Schelhaas – klávesy
- Mike Wedgwood – baskytara, konga, zpěv
- Geoffery Richardson – viola, kytara, flétna

Ostatní
- Jimmy Hastings – flétna, altsaxofon, tenorsaxofon, klarinet
- Doreen Chanter – doprovodné vokály
- Irene Chanter – doprovodné vokály